# Arhopala teuthrone
Arhopala teuthrone är en fjärilsart som beskrevs av Hans Fruhstorfer 1914. Arhopala teuthrone ingår i släktet Arhopala och familjen juvelvingar. Inga underarter finns listade i Catalogue of Life.